# Carrie C. White
Carrie C. White, née en août 1888 en Floride, et morte le 14 février 1991, aurait été doyenne de l'humanité.

## Biographie
Elle passe les trois-quarts de sa vie en institution de repos, laquelle s'enorgueillit du cas.
Après sa mort à l'âge (supposé) de 116 ans, sa date de naissance (prétendument) officielle en 1874 est contestée : elle serait née en 1888 et décédée à l'âge honorable de 102 ans. 

Elle a été retirée de la liste du Guinness en 2012.